# Xilhuazo
Xilhuazo är en ort i Mexiko.   Den ligger i kommunen Tamazunchale och delstaten San Luis Potosí, i den sydöstra delen av landet, 210 km norr om huvudstaden Mexico City. Xilhuazo ligger 451 meter över havet och antalet invånare är 246.
Terrängen runt Xilhuazo är kuperad norrut, men söderut är den bergig. Terrängen runt Xilhuazo sluttar österut. Runt Xilhuazo är det tätbefolkat, med 476 invånare per kvadratkilometer. Närmaste större samhälle är Tamazunchale, 7,8 km öster om Xilhuazo. I omgivningarna runt Xilhuazo växer i huvudsak städsegrön lövskog.